# Menominee County, Michigan
Menominee County är ett administrativt område i delstaten Michigan, USA, med 24 029 invånare. Den administrativa huvudorten (county seat) är Menominee.

## Geografi
Enligt United States Census Bureau har countyt en total area på 3 465 km². 2 704 km² av den arean är land och 763 km² är vatten.

### Angränsande countyn
- Marquette County - norr
- Delta County - nordost
- Door County, Wisconsin - sydost
- Dickinson County - nordväst
- Marinette County, Wisconsin - sydväst

### Orter
- Carney
- Daggett
- Menominee (huvudort)
- Powers
- Stephenson